# Гайдош, Казимир
Казимир Гайдош (словац. Kazimír Gajdoš; 28 марта 1934 — 8 ноября 2016) — чехословацкий футболист, игравший на позиции нападающего. Этнический словак.

## Карьера

### Клубная
За свою карьеру сыграл в словацких командах «Татран» (Прешов) и «Интер» (Братислава). С последней командой в 1954 и 1959 годах становился чемпионом Чехословакии.

### В сборной
В сборной сыграл 4 матча. Числился в заявках на чемпионаты мира 1954 и 1958, но не сыграл там ни одной встречи.